# Ана Бренда Контрерас
Ана Бренда Контрерас Перес (на испански: Ana Brenda Contreras Perez) е мексиканска актриса, известна с ролите си в мексикански теленовели на компания „Телевиса“.

## Биография
Ана Бренда Контрерас е родена на 24 декември, 1986 г. в Макалън, Тексас, САЩ. На 15 години се премества в град Мексико сити, за да участва в риалити шоуто „Pop Stars“, където е финалист и става част от бандата „T'detila“, с която записват албум със същото име. През 2003 г. влиза в школата на „Телевиса“, за да учи актьорско майсторство. Дебютира в теленовелите през 2005 г. с ролята на Хуанита Санчес в „Прегради пред любовта“ продуцирана от Ернесто Алонсо. През 2006 г. участва в мюзикъла „Grease“. Същата година получава ролята на Клаудия в новелата „Битка на страсти“. През 2008 г. участва във филма „Divina Confusion“ и изпълнява главна роля в теленовелата „Кълна се, че те обичам“. През 2009 г. продуцентката Карла Естрада и предлага ролята на злодейката Маура в теленовелата си „Капризи на съдбата“, където играе с Уилям Леви. През същата година актрисата взема участие в мексиканския сериен филм „Жени убийци“ и във филма „Tiempo final“. Изиграва ролята на Аурора, най-добрата приятелка на Тереса, изиграна от Анжелик Бойер в едноименната теленовела през 2010 г. Следващата година отново получава главна роля в продукция на „Телевиса“ – „Лишена от любов“, където си партнира с Хорхе Салинас. През 2013 г. се превъплъщава в дивата Марикрус в теленовелата „Необуздано сърце“ на продуцентката Натали Лартио.

## Личен живот
През март 2013 г. Ана Бренда се омъжва за испанеца Алехандро Амая на церемония в Лас Вегас, Невада, САЩ. През април 2014 двамата се развеждат поради разногласия и несигурност в чувствата. По време на снимките на теленовелата Непростимо през 2015 г., в която влиза в ролята на главната героиня, започва връзка с колегата си Иван Санчес, който изпълнява другата главна роля. Връзката им продължава до 2018 г.

## Филмография
- Графът: Любов и чест (2024) – Мариана Самбрано
- Цялата кръв (2022) – Едит Мондрагон
- Династия (2018 – 2019) – Кристал Хенингс
- Да обичам без закон 2 (2019) – Алехандра Понсе
- Да обичам без закон (2018) – Алехандра Понсе
- Син демон (2016) – Гоита Вера
- Непростимо (2015) – Вероника Прадо-Кастело де Сан Телмо
- Необуздано сърце (2013) – Марикрус Оливарес/Мария Алехандра Мендоса Оливарес
- Volando bajo (2012) – Мариана
- Лишена от любов (2011) – Ана Паула Кармона
- Тереса (2010) – Аурора Алкасар Коронел де Санчес
- Tiempo final (2009) – Валентина
- Жени убийци 2 (2009) – Марсела Гаридо
- Капризи на съдбата (2009) – Маура Албаран
- Divina confusion (2008) – Биби
- Кълна се, че те обичам (2008) – Виолета Мадригал
- Битка на страсти (2006) – Клаудия
- Прегради пред любовта (2005) – Хуана „Хуанита“ Санчес

## Награди

### Награди Diosas de la Plata
| Година | Категория       | Филм             | Резултат  |
| ------ | --------------- | ---------------- | --------- |
| 2009   | Женско откритие | Divina Confucion | Победител |

### Награди TVyNovelas (Мексико)
| Година | Категория                       | Теленовела       | Резултат   |
| ------ | ------------------------------- | ---------------- | ---------- |
| 2011   | Най-добра поддържаща актриса    | Тереса           | Номинирана |
| 2011   | Най-добра актриса в главна роля | Лишена от любов  | Номинирана |
| 2014   | Най-добра актриса в главна роля | Необуздано сърце | Номинирана |
| 2017   | Най-добра актриса в сериал      | Син демон        | Печели     |

### Награди Juventud
| Година | Категория                      | Теленовела      | Резултат   |
| ------ | ------------------------------ | --------------- | ---------- |
| 2012   | Момичето, което ме държи буден | Лишена от любов | Победител  |
| 2016   | Любима актриса                 | Непростимо      | Номинирана |

### People en Espanol
| Година | Категория                        | Теленовела       | Резултат   |
| ------ | -------------------------------- | ---------------- | ---------- |
| 2012   | Най-добра актриса                | Лишена от любов  | Номинирана |
| 2012   | Най-добра двойка с Хорхе Салинас | Лишена от любов  | Победител  |
| 2013   | Най-добра актриса                | Необуздано сърце | Номинирана |
| 2013   | Най-добра двойка с Даниел Аренас | Необуздано сърце | Номинирана |